# مالساومفيلا
مالساومفيلا (3 سبتمبر 1993 في الهند - ) هو لاعب كرة قدم هندي في مركز الهجوم. شارك مع منتخب الهند تحت 17 سنة لكرة القدم ومنتخب الهند تحت 20 سنة لكرة القدم ومنتخب الهند تحت 23 سنة لكرة القدم. أما مع النوادي، فقد لعب مع نادي أيزاول ونادي موهون باغان وChanmari FC ‏ وIndian Arrows ‏.

## وصلات خارجية
- مالساومفيلا على موقع قاعدة بيانات كرة القدم.إي يو (الإنجليزية)